# Тейлор, Терри Скотт

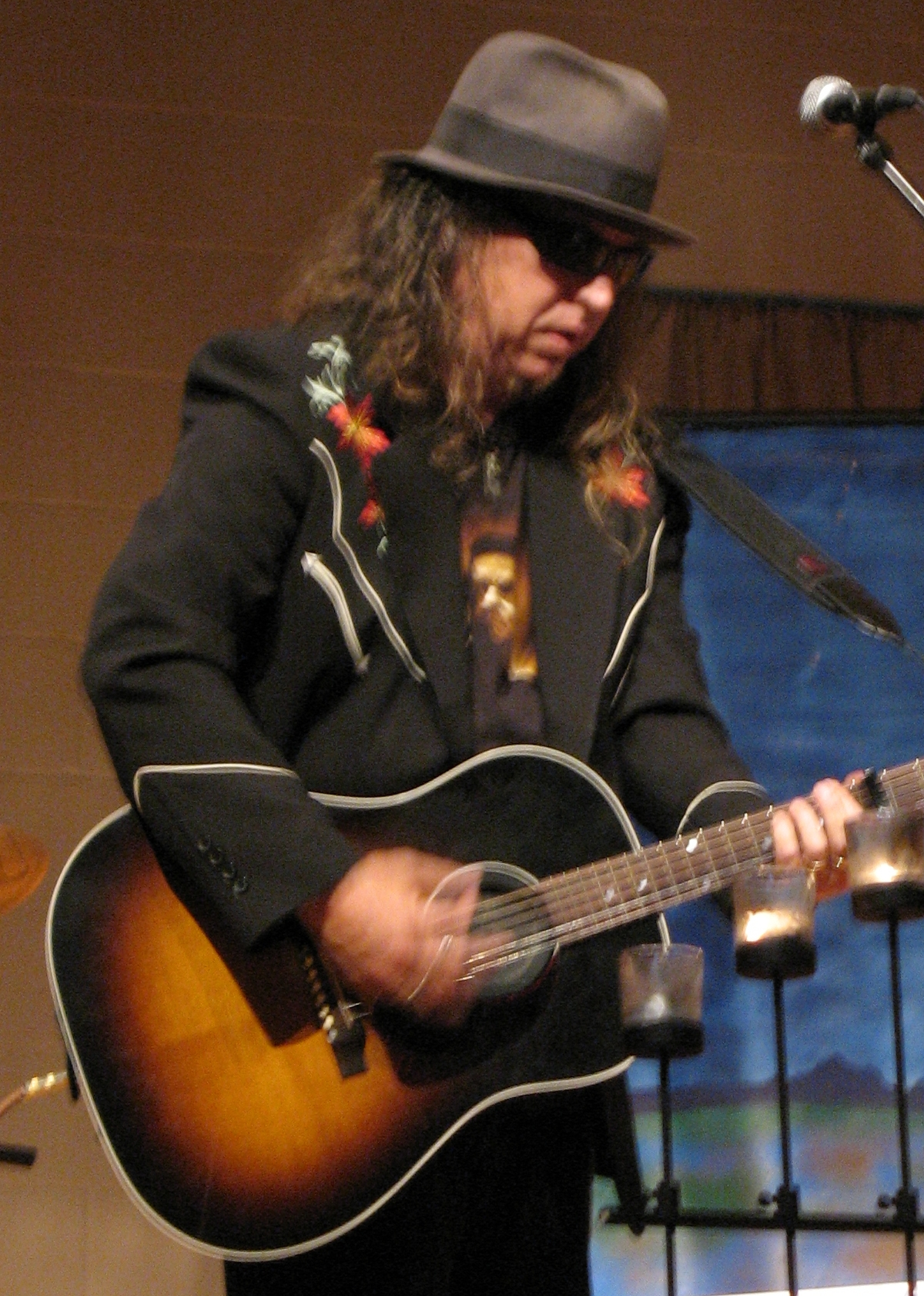
Терри Тейлор выступает

Терри Скотт Тейлор (англ. Terry Scott Taylor, род. 24 мая 1950, Лос-Анджелес, Калифорния, США) — американский музыкант, автор песен, основатель групп Daniel Amos и The Swirling Eddies (под псевдонимом Camarillo Eddy). Также является членом супергруппы Lost Dogs. В настоящий момент проживает в Сан-Хосе (Калифорния).
В России в основном известен как автор саундтрека к видеоигре The Neverhood.

## Сольная Дискография
- Knowledge & Innocence (1986)
- A Briefing for the Ascent 1987)
- John Wayne (1998)
- Avocado Faultline (2000)
- LITTLE, big (2002)
- Swine Before Pearl Vol.1 (2010)
- Madness and Blindness and Astonishment of the Heart: Swine Before Pearl Vol. 2 (2011)

### Саундтреки
- Imaginarium: Songs from the Neverhood (2004)
- The Return to The Neverhood (2012) (саундтрек —сопровождение к комиксу)
- Armikrog Soundtrack (2015)

## Дискография Daniel Amos
- Daniel Amos (1976)
- Shotgun Angel 1977)
- Horrendous Disc (1978/1981)
- ¡Alarma! (1981)
- Doppelgänger (1983)
- Vox Humana (1984)
- Fearful Symmetry, (1986)
- The Revelation (1986)
- Darn Floor — Big Bite (1987)
- Live Bootleg '82 (1990)
- Kalhöun (1991)
- MotorCycle (1993)
- BibleLand (1994)
- Preachers From Outer Space! (1994)
- Songs of the Heart (1995)
- Mr Buechner’s Dream (2001)
- Dig Here Said the Angel (2013)

## Дискография Swirling Eddies
- Let’s Spin! (1988)
- Outdoor Elvis (1989)
- Zoom Daddy (1994)
- The Berry Vest of The Swirling Eddies (1995)
- Sacred Cows (1996)
- The midget, the speck and the molecule (2007)

## Дискография Lost Dogs
- Scenic Routes (1992)
- Little Red Riding Hood (1993)
- The Green Room Serenade, Part One (1996)
- Gift Horse (1999)
- Real Men Cry (2001)
- Nazarene Crying Towel (2003)
- MUTT (2004)
- Island Dreams (2005)
- The Lost Cabin and the Mystery Trees (2006)
- We Like To Have Christmas (2007)
- Old Angel (2010)